# Sylphornis bretouensis
Sylphornis bretouensis — викопний вид віялохвостих птахів родини Sylphornithidae, що існував в еоцені на території Європи. Голотип BRT 1025 складається з діафіза кістки tarsometatarsal та кількох елементів кінцівки. Скам'янілі рештки були знайдені у кар'єрі Phosphorites du Quercy, департаменті Тарн і Гаронна у Франції.